# Левино (городской округ Навашинский)
Левино — деревня в Навашинском городском округе Нижегородской области России. До мая 2015 года входила в состав Натальинского сельсовета.

## География
Деревня располагается на левом берегу реки Серёжи. В 100 метрах есть деревня Валтово, в 2 километрах находится трасса M12 " Восток ". 

## Население
| 2002 | 2010 |
| ---- | ---- |
| 188  | ↘114 |